# Cuilo-Camboso
Cuilo-Camboso é uma vila e comuna angolana que se localiza na província de Uíge, pertencente ao município de Nova Esperança.
Anteriormente uma comuna do município de Buengas, em 5 de setembro de 2024 foi transferido para a jurisdição do novo município de Nova Esperança.